# 德米特里夫斯凯 (扎波罗热州)
47°22′55″N 36°19′47″E / 47.38194°N 36.32972°E
德米特里夫斯凱（烏克蘭語：Дмитрівське）是位於烏克蘭東南部的村莊，由扎波羅熱州波洛希區的波洛希市鎮負責管轄。該村始建於1799年，面積1.2平方公里，海拔高度190米，2001年人口40，人口密度每平方公里33.4人。